# Vestbredden
Vestbredden (arabisk: الضفة الغربية,(hebraisk): יהודה ושומרון) er navnet på et 5.860 kvadratkilometer stort landområde i Palæstina. Efter den Arabisk-Israelske krig 1948 blev Vestbredden overtaget af Jordan. I Seksdageskrigen i 1967 erobrede og besatte Israel Vestbredden, inkl. Østjerusalem. Vestbredden er mod øst afgrænset af Jordanflodens vestlige bred (deraf navnet) og ellers af den Grønne Linje, som er grænsen fra våbenstilstanden i 1949 efter Den Arabisk-Israelske krig 1948.
Befolkningen på ca. 2.385.615 (juli 2004) er primært palæstinensisk. Derudover bor ca. 275.000 israelske bosættere på Vestbredden og omkring 200.000 i Østjerusalem. Israel har den overordnede militære kontrol. 40% af området er under begrænset palæstinensisk civilkontrol.
Efter Seksdageskrigen i 1967 annekterede Israel Østjerusalem og betragtede ikke længere Østjerusalem som en del af Vestbredden. Anneksionen er ikke internationalt anerkendt. Det østlige Jerusalem og Vestbredden anses for besat område, hvor Israel, jf. den Internationale Domstol i Haag, ikke kan gøre noget legitimt krav gældende. Østjerusalem betragtes som separat i forhold til Vestbredden alene på grund af byens politiske betydning. Osloaftalen behandlede Østjerusalem særskilt.

## Navn
Navnet Vestbredden blev først brugt af Jordan efter tabet af området i 1949. Det er den oftest brugte betegnelse for området, men andre navne er i brug:
- Cisjordan, Cis-Jordan eller Cisjordanien (Latin: "på denne side af Jordan-floden") er anvendt på latinske sprog
- Judæa og Samaria bruges mest på hebraisk og refererer til de to bibelske kongeriger Judæa i nord og Israel i syd.

## Historie
Hele området var besat fra 1517 til 1917 af Det Osmanniske Rige. Efter 1. verdenskrig kom området under britisk forvaltning som mandatområde under Folkeforbundet. Det vestlige del af mandatområdet, det egentlige Palæstina vest for Jordan-floden, blev delvist åbnet for jødisk indvandring. I 1923 anerkendte den britiske regering det daværende emirat Transjordaniens ret til selvstyre, og i 1946 fik riget formel suverænitet over mandatområdet øst for Jordanfloden. I 1947 besluttede FN at foretage en deling af det resterende mandatområde, og Staten Israel oprettedes året efter, hvorefter tropper fra Den Arabiske Liga invaderede. Ved våbenstilstanden i april 1949 beholdt Transjordanien den mellemste del af det oprindelige Palæstina, den så kaldte Vestbred. Landets anneksion af området anerkendtes dog kun af Storbritannien og afsluttedes efter Israels sejr i seksdageskrigen 1967. I 1988 frasagde Jordan sig alle territoriale krav på Vestbredden. Seks år senere, i 1994, indgik Jordan en fredsaftale med Israel.
Osloaftalen fra 1993 bestemte, at den endelige status for Vestbredden skal fastlægges i en fremtidig aftale mellem Israel og det palæstinensiske selvstyre. I henhold til Interimsaftalen (Oslo II) trak Israel sig fra Område A på Vestbredden.

## Administrativ inddeling
Vestbredden er inddelt i tre områder i overensstemmelse med Osloaftalen:
- (Område A) : Et palæstinensisk-kontrolleret, palæstinensisk-administreret landområde. (Gult på kortet)
- (Område B): Et israelsk-kontrollet, palæstinensisk-administreret landområde. (Lyserødt på kortet)
- (Område C): Et israelsk-kontrollet og israelsk-administreret landområde. (Hvidt på kortet) og udgør 60% af Vestbreddens samlede område.[4][5] Ca 90% - 95 % af den palæstinensiske befolkning på Vestbredden bor inden for områderne A og B [6][7]. Områderne B og C omfatter størstedelen af Vestbredden med landområder og Jordandalen, mens område A omfatter de fleste bymæssige bebyggelser med størstedelen af den palæstinensiske befolkning.

Østjerusalem, som internationalt anerkendes som hørende under Vestbredden, indgår ikke i denne inddeling men blev annekteret af Israel i 1980 og administreres formelt som del af Israels hovedstad.

## Israelske bosættelser
Der findes i dag 149 israelske bosættelser på Vestbredden samt omkring 100 så kaldte "udposter", bosættelser byggede af civile israeler uden tilladelse fra den israelske stat og som er ulovlige også ifølge israelsk lov. Totalt bor over 500.000 bosættere på Vestbredden, hvoraf 190.000 i Østjerusalem, og befolkningsvæksten i bosættelserne er mere end to og en halv gange den i Israel. Samtlige bosættelser strider imod Fjerde Genevè-konventions artikel 49, som forbyder en okkupationsmagt at forflytte sin egen befolkning til okkuperet territorium.
Siden 1979 har FNs generalforsamling adskillige gange stemt for resolutioner, som fordømmer og erklærer de israelske bosættelser ulovlige. FNs sikkerhedsråd stemte ligeledes for en resolution (nr. 2334) d. 23. december 2016, der fordømte og erklærede de israelske bosættelser ulovlige. Denne resolution blev stemt igennem med stemmerne 14-0, hvor USA - som har vetoret i FNs sikkerhedsråd - undlod at stemme. Det vakte stor opsigt, at USA - under præsident Barack Obamas ledelse - ikke anvendte sin vetoret til at blokere resolutionen, som USA traditionelt har gjort i lignende spørgsmål. En af kritikerne var den, på det tidspunkt, kommende præsident Donald Trump. Under præsident Trump har USA også tilkendegivet, at de ikke nødvendigvis mener, at bosættelserne på Vestbredden er ulovlige eller repræsenterer et lovbrud.
EU og Den Internationale Domstol i Haag refererer til Vestbredden som territorium okkuperet af Israel.

## Demografi
Palæstinenserne er et folk, som taler en palæstinensisk dialekt af det arabiske sprog, og hvis kultur i høj grad er forbundet med resten af den arabiske verden. Palæstinenserne er overvejende muslimer, men der findes en betydelig kristen minoritet.
- Areal: 5.800 km²
- Indbyggere: 2,2 millioner (2002)
- Byer: Hebron, Betlehem, Jeriko, Nablus, Ramallah, Salfit, Beit Jala, Tulkarm, Qalqilya, og Jenin.
- Sprog: Arabisk

## Israels officielle standpunkt
Det officielle israelske standpunkt er, at man ikke anser, at Israel okkuperer Vestbredden, og Israel vælger i stedet at tale om området som "omtvistet", eftersom man anser, at ordet "okkupere" ikke er brugbart for den politiske situation under og efter seksdageskrigen, eftersom de anser, at Vestbredden heller ikke tidligere havde en klar territoriel status.
Israel anser ej heller, at de israelske bosættelser strider imod Fjerde Genèvekonvention, hvor artikel 49 i konventionen specifikt forbyder: "transfers of the population of an occupying power to occupied territories". Her mener Israel kun, at den specifikke bestemmelse er anvendelig på situationer, hvor besættelsesmagter direkte tvinger indbyggere at bosætte sig på et okkuperet område. Eftersom det officielle israelske standpunkt - som tidligere omtalt - er, at man ikke okkuperer Vestbredden, mener man heller ikke, at den refererede artikel er gældende (idet Israel ikke er en besættelsesmagt). Ligeledes skal det påpeges, at de der argumenterer for, at bosættelserne er ulovlige ofte refererer ICC's (Den Internationale Straffedomstol) artikel 8 vedrørende krigsforbrydelser, som siger: "transfer, directly or indirectly, by the Occupying Power of parts of its own civilian population into the territory it occupies". Altså ligger forskellen mellem Den Fjerde Genèvekonvention og ICC's artikel 8 i, at det i sidstnævnte eksplicit fremgår, at det ikke blot er direkte "transfers", der betragtes som ulovlige. Denne forskel er vigtig, idet hovedargumentet for, at bosættelserne skulle være ulovlige går på, at man mener, at Israel indirekte (gennem fx økonomiske subsidier) påskønner, at folk bosættelser på Vestbredden. Det er således svært at finde eksempler på, at Israel direkte skulle have tvunget folk til at bosætte sig på Vestbredden. Derimod er folk frivilligt valgt at bosætte sig på Vestbredden, omend dette personlige valg i en eller anden grad har været styret af israelske subsidier. Det skal endvidere understreges, at Israel i protest til ordlyden af bl.a. den refererede artikel 8 ikke har valgt at tilslutte sig ICC, hvorfor Israel ikke er juridisk forpligtet til overholde deres bestemmelser.
Israel taler også officielt ofte om Vestbredden som Judæa og Samaria.